# Tipo 95 Ha-Go
El Tipo 95 Ha-Gō (九五式軽戦車 ハ号 Kyugoshiki keisensha Ha-Gō?), conocido también como el Tipo 97 Ke-Go, fue un tanque ligero empleado por el Ejército Imperial Japonés durante la segunda guerra sino-japonesa y la Segunda Guerra Mundial. Aunque era muy lento para un tanque ligero, demostró ser suficientemente efectivo contra la infantería enemiga durante las campañas de Manchuria y China debido a que el Ejército Nacional Revolucionario de la República de China tenía muy pocos tanques o armas antitanque para hacerles frente. Sin embargo, al Tipo 95 le faltaba el blindaje y el armamento de los tanques aliados contemporáneos, siendo considerado obsoleto al inicio de la Segunda Guerra Mundial. Fueron producidas más de 2000 unidades de este tanque. También fue empleado por los destacamientos de Infantería de Marina de la Armada Imperial Japonesa en el Pacífico durante el conflicto.

## Historia y desarrollo
Desde inicios de la década de 1930, el Ejército Imperial Japonés empezó a experimentar sobre la guerra mecanizada con una unidad que combinaba la infantería con tanques. Sin embargo, el tanque Tipo 89 I-Go no podía seguir a la infantería motorizada que iba en camiones que alcanzaban los 40 km/h. Para resolver este problema, la Oficina Técnica del Ejército se propuso desarrollar un nuevo tanque ligero con una velocidad máxima de 40 km/h, iniciando el proyecto en 1933. El prototipo del nuevo tanque fue terminado al año siguiente en el Arsenal de Sagami. Era un tanque veloz y ligeramente blindado, similar al modelo británico cruiser o al BT soviético. Su nombre clave era "Ha-Gō" (ハ号), indicando que era el "tercer tipo" de tanque desarrollado.
En 1935, durante una reunión en la Oficina Técnica del Ejército, el Tipo 95 fue presentado como un potencial tanque medio para las unidades de infantería mecanizada. La infantería consideraba que su blindaje no era lo suficientemente grueso como para apoyar el avance de esta; sin embargo, la caballería argumentó que la aumentada velocidad y su armamento compensaban el blindaje delgado. Finalmente, la infantería aceptó que el Tipo 95 incluso era superior al automóvil blindado, la única alternativa disponible.
La producción fue iniciada en 1935 por las Industrias Pesadas Mitsubishi. Para 1939, se habían construido 100 unidades. Mitsubishi construyó un total de 853 tanques en sus fábricas, mientras que otros 1250 tanques fueron construidos por el Arsenal de Sagami, Industrias Hitachi, Niigata Tekkoshō, Kobe Seikoshō y el Arsenal de Kokura.

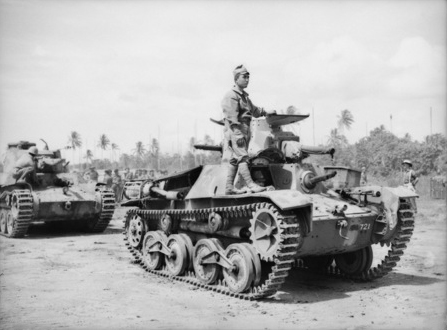
Tanques Tipo 95 Ha-Go en Nueva Bretaña, tras la rendición japonesa.

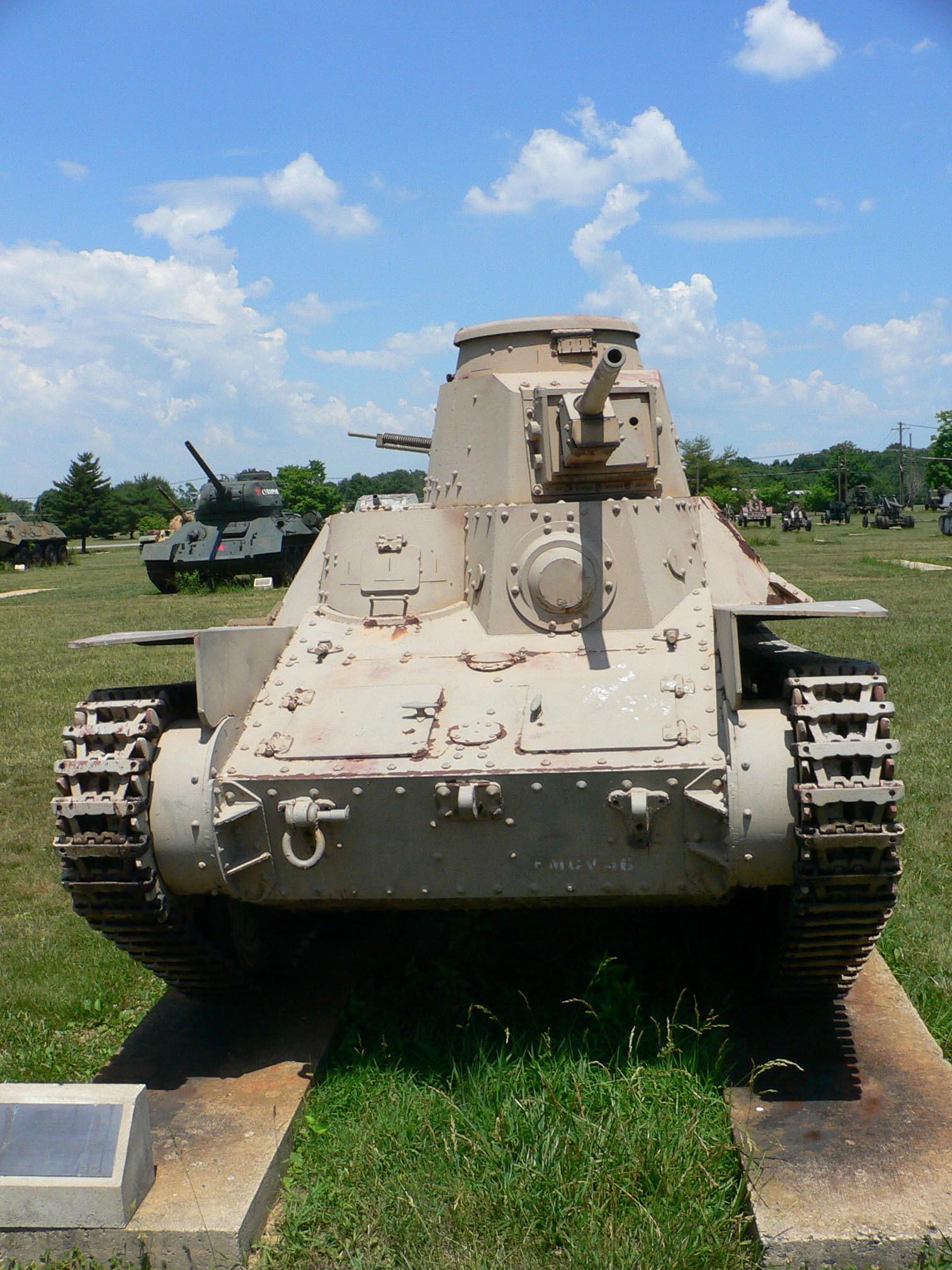
El Tipo 95 del Museo de Armas del Ejército Estadounidense, visto desde adelante

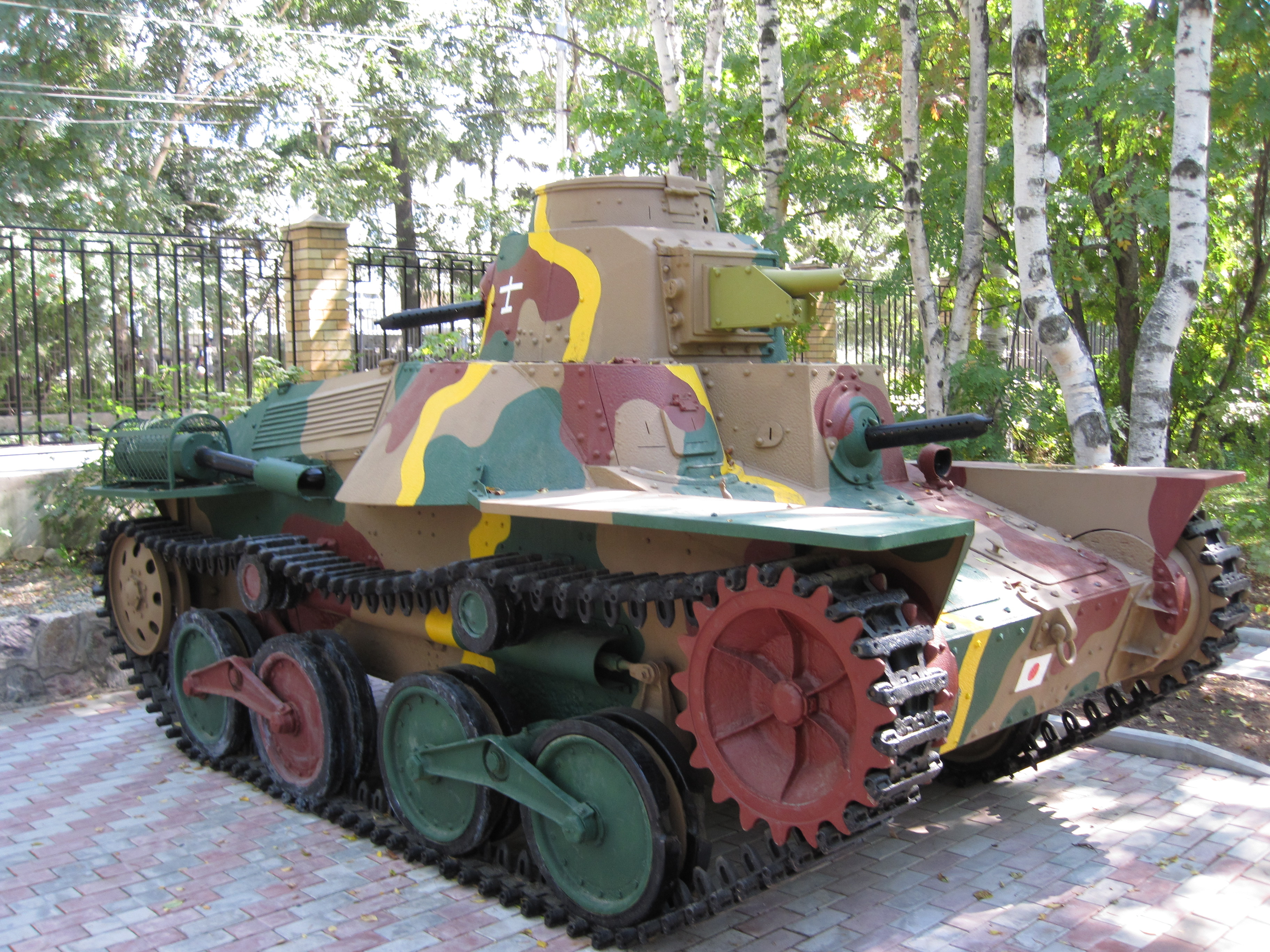
El Tipo 95 "Ha-Go" del Museo Regional de Sajalín.

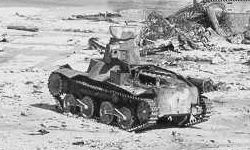
Un Tipo 95 destruido en Tarawa.

El Tipo 95 era una mejora mayor sobre los anteriores tanques ligeros y tanquetas del Ejército Imperial Japonés, pero se vio rápidamente involucrado en un intensivo programa para producir variantes mejoradas como el Modelo Manshū (Tipo M), descendiente directo del Ha-Gō. El Tipo M era técnicamente idéntico, pero había sido desarrollado para las escuelas de tanquistas del Ejército de Kwantung en Manchukuo y se había planeado su distribución en grandes números a las futuras unidades blindadas del Ejército Imperial de Manchukuo, así como su producción en ese país.
Otro desarrollo fue el tanque ligero Tipo 98 Ke-Nu, que entró en producción en 1942 y del cual se produjeron 200 unidades. Este derivado estaba mejor blindado y llevaba un armamento compuesto de un Cañón Tipo 100 y dos ametralladoras calibre 7,70 mm.
El Tipo 95 también sirvió como la base del tanque anfibio Tipo 2 Ka-Mi, que tuvo un buen desempeño durante las primeras campañas japonesas de la Segunda Guerra Mundial.

## Diseño
El Tipo 95 era un tanque de 7,4 toneladas con una tripulación de 3 hombres (habitualmente el comandante/artillero/cargador, el mecánico/ametralladorista frontal y el chófer).
Su armamento principal era un cañón Tipo 94 de 37 mm, con una caña de 1,35 m, un ángulo de elevación entre los -15 y +20 grados, una velocidad de boca de 600 m/s (700 m/s en el último modelo) y una capacidad de penetrar 45 mm de blindaje a 300 m. El comandante tenía que cargar, apuntar y disparar el cañón. El Tipo 95 transportaba dos tipos de proyectiles: Tipo 94 de alto poder explosivo y Tipo 94 antiblindaje.
El armamento secundario consistía en dos ametralladoras Tipo 91, una montada en el glacis y la otra en la parte posterior de la torreta. Las experiencias de combate en Manchukuo y China confirmaron que se necesitaban mejores ametralladoras, así que las ametralladoras calibre 6,5 mm fueron sustituidas por las más potentes Tipo 97 en 1941, una de ellas a la derecha del ya sobresolicitado comandante/artillero. También se reemplazó el cañón original Tipo 94 por un cañón Tipo 98 del mismo calibre, pero con una mayor velocidad de boca.
La torreta accionada manualmente era pequeña y sumamente estrecha, incluso hasta para el único tripulante que iba en ella (el comandante), además de solamente ser capaz de rotar en un arco de 45° hacia adelante, dejando la tarea de cubrir las espaldas a la ametralladora, que tampoco compensaba esta importante desventaja.
La característica más llamativa del tanque Tipo 95 era su simple sistema de suspensión. Las orugas eran impulsadas por las dos ruedas dentadas delanteras. Dos ruedas de rodaje iban suspendidas en un brazo, con dos brazos en cada lado. También había dos ruedas de retorno. La suspensión tuvo problemas desde el inicio, ya que su tendencia a rebotar con tal fuerza en terreno irregular le imposibilitaba a los tripulantes manejar el tanque a cualquier velocidad, por lo que fue modificada con un brazo que conectaba ambos juegos de ruedas de rodaje. A pesar de esto, el tanque continuó dando agitados viajes a sus tripulantes a través de cualquier terreno desnivelado, por lo que se agregó una capa interior de asbesto, útil para reducir el calor interno y evitar daños a la tripulación cuando el tanque iba a gran velocidad sobre terreno irregular.
Los primeros modelos de producción empleaban un motor diésel Mitsubishi enfriado por aire y una potencia de 110 cv (82 kW), alcanzando una velocidad máxima de 40 km/h (25 mph). Este era el mismo motor que impulsaba al tanque medio Tipo 89 I-Go. Más tarde se le instaló al Tipo 95 el motor más potente Mitsubishi NVD 6120 de 120 cv (89,5 kW). Algunos tanques Tipo 95 fueron equipados con dos reflectores en la parte frontal para operaciones nocturnas.

## Variantes

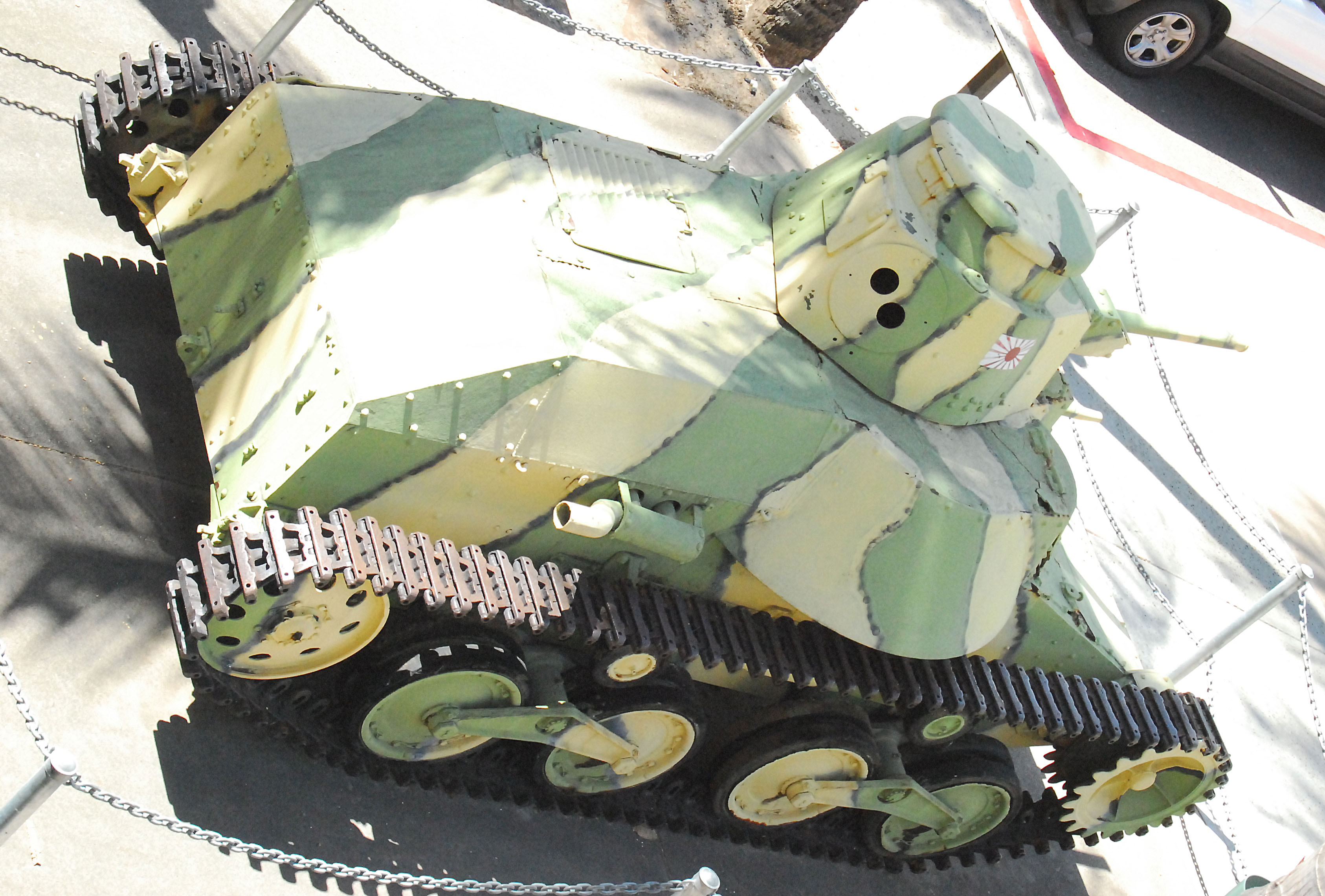
El Tipo 95 del Museo del Ejército estadounidense de la Batería Randolf, Honolulu, visto desde atrás.

- Tipo 3 Ke-Ri

Este fue un modelo con un Cañón Tipo 97 de 57 mm como armamento principal. Este diseño no pasó de la etapa de pruebas en 1943.
- Tipo 4 Ke-Nu

El Tipo 4 Ke-Nu pretendía resolver una de las quejas más comunes entre los usuarios del Tipo 95 - su estrecha torreta. La torreta del Tipo 95 fue reemplazada por la torreta de un tanque medio Tipo 97 Chi-Ha para tener más espacio. Se produjeron aproximadamente 100 unidades.
- Tipo 95 Manshū

El Tipo 95 Manshū era un tanque de entrenamiento y operativo, derivado del Tipo 95 Ha-Gō y muy similar a este. Estos tanques fueron destacados en Manchukuo y formaron parte de la unidad de entrenamiento de la escuela de tanques del Ejército Kwantung.
- Tanque antiaéreo Tipo 95 "Ta-Se"

En noviembre de 1941 fue construido un vehículo experimental llamado "Ta-Se", empleando el chasis de un Tipo 95 Ha-Gō con un cañón automático Tipo 98 de 20 mm. Otra versión de este empleaba un cañón automático Tipo 2 de 20 mm. Ninguno de los dos modelos entró en producción.
- Tanque anfibio Tipo 2 Ka-Mi

Este fue el primer tanque anfibio producido en Japón, siendo pensado para los infantes de marina de la Armada Imperial Japonesa. Tras desembarcar, sus pontones eran desmontados desde el interior del tanque por un cuarto tripulante. Su chasis estaba basado en el del tanque ligero Tipo 95. Los Marines se enfrentaron al Tipo 2 Ka-Mi en las Islas Marshall y las Islas Marianas, especialmente en Guam, donde fue empleado en posiciones defensivas estáticas.
- Grúa Tipo 95 "Ri-Ki"

El Tipo 95 Ri-Ki era un vehículo de ingenieros para trabajos de campo. Tenía una grúa con un brazo de 4,5 m y capacidad de 3 toneladas.
- Cañón autopropulsado de 120 mm "Ho-To"

El Tipo 95 Ho-To era un obús Tipo 38 de 120 mm montado en el chasis de un Tipo 95 Ha-Go. El cañón era de baja velocidad, pero su proyectil antitanque explosivo le permitía destruir un M4 Sherman estadounidense. Este cañón autopropulsado fue desarrollado paralelamente al cañón autopropulsado Ho-Ru.
- Cañón autopropulsado Tipo 5 Ho-Ru

El Ho-Ru era un cazatanques ligero similar al Hetzer alemán. El desarrollo del Tipo 5 Ho-Ru empezó en febrero de 1945. El Tipo 5 Ho-Ru empleaba el chasis del tanque ligero Tipo 95, pero se agrandó la suspensión para emplear orugas de 350 mm de ancho. Estas tenían dos filas de pines para que la rueda de rodaje encaje entre ellos. El engranaje de la rueda impulsora era del tipo "picador" para enganchar los pines de las orugas, como en el T-34 soviético. Iba armado con un cañón de 47 mm.
- Tanque ligero Tipo 98 Ke-Ni

Esta modificación final era algo más ligera que el Tipo 95 original, incluso con su blindaje más grueso (0,62 pulgadas). Entró en producción en 1942, pero solamente se fabricaron unos 200.

## Historial de combate
Cuando el Tipo 95 entró en servicio en 1935, era un vehículo funcional y comparable a cualquier tanque ligero del mundo. Era el mejor vehículo de su categoría disponible en gran cantidad para las Fuerzas Armadas japonesas desde la década de 1930 hasta la Segunda Guerra Mundial, siendo principalmente empleado para apoyar el avance de la infantería o misiones de reconocimiento y, en menor grado, como vehículo de asalto. Podía hacer frente a los tanques ligeros M3 estadounidenses en las Filipinas, mientras que el Ejército británico tenía muy pocos tanques de cualquier tipo en Malasia o Birmania en diciembre de 1941.
El Tipo 95 Ha-Gō demostró ser moderadamente exitoso durante las primeras campañas de finales de 1941 e inicios de 1942, cuando las tropas japonesas invadieron la Malasia Británica y capturaron la plaza fuerte de Singapur. Una clave del éxito japonés en Malasia fue la inesperada presencia de sus tanques en zonas donde los británicos no creían que podían emplearse. El húmedo suelo de la selva no resultó ser un obstáculo. Doce tanques Tipo 95 tomaron parte en el ataque que rompió la Línea Jitra el 11 de diciembre de 1941.
Las primeras batallas tanque-contra-tanque de la guerra tuvieron lugar el 22 de diciembre de 1941, durante la invasión japonesa de Filipinas. Los tanques Tipo 95 del 4º Regimiento de Tanques se enfrentaron a los M3 del 192.º Batallón de Tanques estadounidense. Ambos tanques iban armados con un cañón de 37 mm y el M3 tenía mejor blindaje; sin embargo, los inexperimentados comandantes estadounidenses no pudieron emplear efectivamente sus tanques.
Dos tanques Tipo 95 fueron enviados para apoyar el desembarco japonés en la Bahía de Milne, a fines de agosto de 1942. Inicialmente los tanques demostraron ser exitosos contra la infantería australiana ligeramente armada, cuyas "bombas pegajosas" no pudieron adherirse a estos debido a la humedad. Aunque los tanques habían demostrado su fiabilidad en el clima tropical de Malasia, no pudieron resistir el volumen de lodo producido por la intensa y casi diaria lluvia en la Bahía de Milne. Ambos tanques se empantanaron y fueron abandonados unos días después del desembarco.
El Tipo 95 empezó a mostrar su vulnerabilidad durante posteriores batallas contra las fuerzas británicas, en donde su cañón de 37 mm no podía traspasar el blindaje de los tanques británicos Matilda II empleados contra ellos. El delgado blindaje del Tipo 95 lo hacía cada vez más vulnerable. Su potencia de fuego era insuficiente para hacer frente a otros tanques, como el M4 Sherman o el M3 Stuart.
Al revertirse el curso de la guerra contra Japón, los Tipo 95 fueron empleados en ataques frontales o enterrados como casamatas en posiciones defensivas estáticas en las islas ocupadas por Japón. Durante la Batalla de Tarawa, siete tanques Tipo 95 enterrados hicieron frente al desembarco estadounidense. Más de estos fueron destruidos en la Isla Parry y en Enewetak. En la Batalla de Saipán, los Tipo 95 atacaron la cabecera de playa tomada por los Marines el 16 de junio de 1944 y más de estos fueron empleados al día siguiente en la mayor batalla de tanques del Pacífico.
En la Batalla de Guam del 21 de julio, diez tanques Tipo 95 fueron destruidos por fuego de bazooka o tanques Sherman. Siete más fueron destruidos en la Batalla de Tinian el 24 de julio, junto a otros quince más en la Batalla de Peleliu el 15 de setiembre. Igualmente en las Filipinas, al menos diez tanques Tipo 95 fueron destruidos en varios enfrentamientos en Leyte, junto a otros 19 en Luzón. En la Batalla de Okinawa, 13 tanques Tipo 95 y 14 tanques Tipo 97 Shinhoto del 27.º Regimiento de Tanques se enfrentaron a 800 tanques estadounidenses.
Centenares de tanques Tipo 95 fueron abandonados en China al final de la guerra. Estos fueron empleados durante la guerra civil china y por el Ejército Popular de Liberación de la República Popular China durante la guerra de Corea.

## Unidades del Ejército Imperial Japonés equipadas con el Tipo 95
- 1.ª Brigada Independiente Mixta
- 4º Regimiento de Tanques
- 1.er Regimiento de Tanques
- 6º Regimiento de Tanques
- 7º Regimiento de Tanques
- 2º Regimiento de Tanques
- 1.ª Compañía del 2º Regimiento de Tanques
- 14º Regimiento de Tanques
- 1.ª Compañía Independiente de Tanques
- 2º Batallón de la 1.ª Brigada Marítima del Ejército
- Compañía de Tanques de la 1.ª Brigada Marítima del Ejército
- Compañía de Tanques del 222.º Regimiento de Infantería
- 9º Regimiento de Tanques
- Unidad de Tanques del 18º Regimiento de Infantería
- 1.ª Compañía del 9º Regimiento de Tanques
- 2.ª Compañía del 9º Regimiento de Tanques
- Unidad de Tanques de la 29.ª División
- Unidad de Tanques de la 36.ª División
- Unidad de Tanques de la 14.ª División
- 3.ª División de Tanques
- 7.ª Compañía Independiente de Tanques
- 1.ª Compañía Independiente de Tanques
- 2.ª Compañía Independiente de Tanques
- 1.ª Compañía del 4º Regimiento de Tanques
- 3.ª Compañía del 4º Regimiento de Tanques
- 2.ª División de Tanques
- 26º Regimiento de Tanques
- 27º Regimiento de Tanques
- 11.er Regimiento de Tanques
- Grupo de Entrenamiento del Ejército Kungchuling de la Escuela de Tanques del Ejército Kwantung.
- Destacamento Kamiyoshi
- Destacamento Shoji
- Destacamento Itoh (Grupo del Ejército)
- Destacamento Itoh de Infantería de Marina (Grupo de la Armada)
- Pelotón de Tanques del 5º Batallón de Infantería de Marina de Kure
- Unidad de Tanques del 7º Batallón de Infantería de Marina de Sasebo
- Destacamento de Makin de la 3.ª Fuerza Naval con Base Especial
- 55.ª Unidad Blindad de Guardia del 1.er Batallón de Infantería de Marina de Yokosuka
- Destacamento Blindado de Kwajalein del 7º Batallón de Infantería de Marina de Sasebo

## Usuarios
Japón
- Principal usuario.

 China
- El ejército nacionalista chino y el ejército popular revolucionario emplearon ejemplares capturados del tipo 95 durante la Segunda Guerra Mundial, la guerra civil china y la guerra de corea.

 Corea del Sur
- El Ejército Surcoreano empleó tanques sobrantes durante la guerra de Corea.

 Unión Soviética
- El Ejército Soviético empleó algunos tanques capturados tras la guerra.

 Tailandia
- En 1940, el Ejército tailandés compró unos 50 tanques Tipo 95. Algunos de estos encabezaron la invasión tailandesa de los Estados Shan durante la Segunda Guerra Mundial. Estos tanques fueron retirados del servicio en 1952.

## Ejemplares sobrevivientes
Pese a no haber quedado en Japón ejemplares sobrevivientes del tanque ligero Tipo 95, algunos de estos han sido conservados en museos alrededor del mundo.
- Museo de tanques de Bovington, Reino Unido.
- Museo de tanques de Kubinka, Moscú, Rusia.
- Museo Central de las Fuerzas Armadas, Moscú, Rusia
- Museo de Armas del Ejército Estadounidense, Estados Unidos.
- Museo General George Patton, Estados Unidos
- Museo del Ejército Estadounidense de Hawái, Estados Unidos
- Centro de Caballería de Adisorn, Saraburi, Tailandia